# Бургхаузен
Бургха́узен (нем. Burghausen, бав. Burghausn) — город в Баварии (Германия), округ Альтэттинг.
Бургхаузен — самый крупный город в округе Альтэттинг, он стоит на реке Зальцах, по которой проходит граница с Австрией. В черте города, на вершине склонов реки, расположилась самая длинная средневековая крепость в Европе с протяженностью стены 1034 метров. В настоящее время в крепости находится краеведческий музей, в котором собрана коллекция средневековых полотен (в основном, портретная живопись, пейзажи и сцены баталий), предметы быта баварских бургеров и крестьян.
На протяжении 30 лет в Бургхаузене проходят международные джаз-фестивали. Город также известен своей футбольной командой «Ваккер», выступающей в Третьей лиге. Именно здесь, на стадионе «Ваккер-Арена», проводила свои тренировки сборная России по футболу перед ЕВРО-2008.

## Население
По оценке на 31 декабря 2015 года население общины Бургхаузен составляет 18 259 чел. 

| Дата      | 1840 | 1871 | 1900 | 1925 | 1939 | 1950  | 1961  | 1970  | 1987  | 2011  |
| --------- | ---- | ---- | ---- | ---- | ---- | ----- | ----- | ----- | ----- | ----- |
| Население | 4293 | 3812 | 3812 | 5865 | 8231 | 11502 | 14275 | 18153 | 16736 | 17489 |

| Год       | 1960  | 1970  | 1980  | 1990  | 2000  | 2009  | 2010  | 2011  | 2012  | 2013  | 2014  | 2015  |
| --------- | ----- | ----- | ----- | ----- | ----- | ----- | ----- | ----- | ----- | ----- | ----- | ----- |
| Население | 14147 | 18254 | 17298 | 17178 | 18143 | 18178 | 18159 | 17544 | 17584 | 17715 | 17824 | 18259 |